# Соматична хипермутация
Соматичната хипермутация представлява процес, чрез който активните имунни клетки произвеждат стотици копия на оригиналния ген на антитяло срещу определен патоген в системата. Този ген се създава от млада имунна клетка, за да защити организма чрез изграждане на защитно протеиново антитяло. Така клетката създава нов ген, който служи като формула за създаване на повече антитела.